# ناتالی کوسیسکو-موریزت
ناتالی کوسیسکو-موریزت (به فرانسوی: Nathalie Kosciusko-Morizet) (زاده ۱۴ می ۱۹۷۳) سیاستمدار فرانسوی و نایب رئیس حزب جمهوری‌خواهان فرانسه است.
او درگذشته وزیر محیط زیست فرانسه و پیش از آن شهردار لونژومو بود.